# Henneberg (Familienname)
Henneberg ist ein deutscher Familienname.

## Herkunft und Bedeutung
Henneberg ist ein Herkunftsname für Personen, die aus einer Ortschaft namens Henneberg stammen.

## Namensträger
- Alfred von Henneberg (1867–1945), deutscher Offizier und Sammler
- Anna Henneberg (1867–1931), deutsche Opernsängerin (Mezzosopran)
- Berthold von Henneberg (1441/1442–1504), Erzbischof und Kurfürst von Mainz
- Bruno Henneberg (1830–1899), deutscher Landwirt und Politiker
- Caspar Henneberg (1529–1600), deutscher Kartograph, siehe Caspar Hennenberger
- Charles Henneberg zu Irmelshausen-Wasungen (1899–1959), französischer Schriftsteller
- Christian Ludwig Henneberg (1637–1675), deutscher Theologe
- Claus Henneberg (Schriftsteller) (* 1928), deutscher Schriftsteller und Buchhändler
- Claus H. Henneberg (1936–1998), deutscher Librettist und Übersetzer
- Ernst Henneberg (1887–1946), deutscher Generalstabsarzt
- Friedrich Henneberg (1748–1812), braunschweigischer Staatsmann
- Friedrich Egydius Henneberg (1756–1834), deutscher Porzellanfabrikant
- Friedrich Wilhelm Henneberg (1815–1880), deutscher Jurist und Politiker
- Gebhard von Henneberg (1100–1159), Bischof von Würzburg
- Georg Henneberg (1908–1996), deutscher Mediziner und Institutsleiter
- Gerd Michael Henneberg (1922–2011), deutscher Schauspieler
- Günther von Henneberg († 1161), Bischof von Speyer
- Hans Martin Müller-Henneberg (1907–nach 1970), deutscher Jurist
- Heinrich Georg Henneberg (1669–1717), deutscher Postmeister und Nachrichtenagent
- Heinz Günther Henneberg (1926–2016), deutscher Geodät
- Hellmuth Henneberg (* 1958), deutscher Journalist und Fernsehmoderator
- Henri Henneberg (1877–1942), Schweizer Radrennfahrer
- Hermann Henneberg (1904–1984), deutscher Sportmediziner
- Hermann I. von Henneberg (1224–1290), Graf von Henneberg
- Hugo Henneberg (1863–1918), österreichischer Fotograf
- Johann Baptist Henneberg (1768–1822), österreichischer Komponist, Pianist, Organist und Kapellmeister
- Johann Ernst Joseph Henn von Henneberg (1766–1805), deutscher Verwaltungsbeamter, Landrat von Grottkau
- Julian Henneberg (* 1998), deutscher Synchron- und Hörspielsprecher
- Karl Gustav Henneberg (1847–1918), deutscher Seidenfabrikant
- Karol Jan Henneberg (1834–1906), polnischer Unternehmer
- Kurt Henneberg (um 1915–1945), deutscher Musiker
- Lebrecht Henneberg (1850–1933), deutscher Mathematiker und Hochschullehrer
- Marcel Henneberg, Schweizer Fußballspieler
- Maurice Henneberg, Schweizer Fußballspieler
- Nathalie Henneberg (1910–1977), französische Schriftstellerin
- Nicole Henneberg (* 1955), deutsche Publizistin
- Otto Henneberg-Poppenbüttel (1905–1986), deutscher Politiker (CDU)
- Otto von Henneberg († 1200), Bischof von Speyer
- Ottokar Hans Henneberg (1891–1965), österreichischer Tiermediziner und Hochschullehrer
- Philipp von Henneberg (1430–1487), Bischof von Bamberg
- Richard Henneberg (Komponist) (1853–1925), deutscher Komponist und Musiker
- Richard Henneberg (Mediziner) (1868–1962), deutscher Neuropathologe und Psychiater
- Rudolf Henneberg (Maler) (1826–1876), deutscher Maler
- Rudolf Henneberg (Ingenieur) (1845–1909), deutscher Ingenieur, Unternehmer und Politiker (NLP)
- Thomas Kuchenbuch-Henneberg (* 1940), deutscher Medienwissenschaftler und Filmemacher
- Tina Henneberg (Martina Schrank; * 1962), deutsche Filmwissenschaftlerin und Fernsehmoderatorin
- Wilhelm von Henneberg, Verweser des Bistums Bamberg
- Wilhelm Henneberg (1825–1890), deutscher Agrikulturchemiker
- Wilhelm Hermann Henneberg (1871–1936), deutscher Bakteriologe
- Wilhelmine Henneberg (1824–1886), deutsche Wohltäterin
- Willy Henneberg (1898–1961), deutscher Politiker (SPD)